# روجر كلينش
روجر كلينش هو سياسي كندي، ولد في 8 يناير 1947 في باثرست ‏ في كندا. نشط حزبياً في الحزب الكندي التقدمي المحافظ. وقد انتخب عضو مجلس العموم الكندي.